# Astaena pottsi
Astaena pottsi är en skalbaggsart som beskrevs av Saylor 1946. Astaena pottsi ingår i släktet Astaena och familjen Melolonthidae. Inga underarter finns listade.